# Circus Circus
Circus Circus is een casino en hotel dat als thema het circus heeft. Het bevindt zich op The Strip in Las Vegas, Nevada.
Circus Circus beschikt over 3.773 hotelkamers en 11.500 m² vloeroppervlak aan speelruimte. Het wordt beheerd door de MGM. Het is het enige hotel/casino op The Strip dat een RV Park heeft. Dit RV Park met 399 plaatsen wordt beheerd door Kampgrounds of America (KOA).
In Circus Circus bevindt zich een twee hectare groot binnenattractiepark, genaamd Adventuredome.